# Santa Bárbara do Tugúrio
Santa Bárbara do Tugúrio är en kommun i Brasilien.   Den ligger i delstaten Minas Gerais, i den sydöstra delen av landet, 800 km sydost om huvudstaden Brasília. Antalet invånare är 4 603.
Omgivningarna runt Santa Bárbara do Tugúrio är huvudsakligen savann. Runt Santa Bárbara do Tugúrio är det ganska glesbefolkat, med 28 invånare per kvadratkilometer.